# Hogland
Hogland (en russe : Го́гланд ; en finnois : Suursaari ; en suédois : Hogland ; en estonien : Suursaar ; en allemand : Hochland ; en anglais : Gogland) est une île située dans le golfe de Finlande, à 184 km à l'ouest de Saint-Pétersbourg et 35 km au sud-est de Gäddbergsö, sur la côte méridionale de Finlande. L'île fait partie de l'oblast de Léningrad en Russie.

## Histoire
Hogland a été habitée par des populations finnoises depuis au moins le XVIe siècle.
Pendant la grande guerre du Nord, la bataille navale du 22 juillet 1713 entre la Suède et la Russie se déroula près de l'île.
La bataille d'Hogland, une autre bataille navale opposant les marines russes et suédoises en 1788, eut également lieu dans les environs.
Entre 1809 et 1944, l'île faisait partie de la Finlande, comme municipalité de la province de Viipuri.
Pendant la guerre de Crimée, quatre vaisseaux de la Royal Navy - l'Arrogant, le Cossack, la Magicienne, et le Ruby firent taire les batteries russes positionnées sur un fort de l'île, pendant que la flotte Anglo-Française vint attaquer Sveaborg avant de repartir.
À la suite de la guerre de Finlande l'île fut intégrée à l'Empire russe avant de l'être au Grand-duché de Finlande qui devint la Finlande indépendante en 1917.
Pendant la Seconde Guerre mondiale, l'île fut envahie par l'armée soviétique et les habitants furent évacués.
L'URSS conserva l'île après 1944, rasa le village principal de Suurkylä (Суркюля, Surkyulya, en russe) et le remplaça par un kolkhoze moderne voué à la pêche.
La Russie conserva l'île après la chute de l'Union soviétique en 1991.
Par ailleurs, le tout premier contact radio se déroula sur l'île le 6 février 1900 sous la supervision d'Alexandre Popov.

## Géographie
Hogland fait 10,9 km de long et entre 1,5 km et 2,9 km de large, sa superficie est d'environ 21 km2 dont
14 hectares de lacs.
L'île a un paysage très accidenté, elle possède trois sommets Pohjoiskorkia (113 mètres de haut), Mäkiinpäällys (126 m), Haukkavuori (142 m) et Lounatkorkia (176 m) que l'on voit de très loin de la mer.
Parmi les roches les plus communes on trouve Porphyre (roche), Gneiss, Micaschiste et Granite.
Dans les vallées entre les collines il y a de grandes étendues complètement pierreuses.
Dans la partie orientale de l'île on trouve quelques plages de sable.
Sur Suursaari il y a 4 petits lacs.
- Le lac Liivalahdenjärvi fait environ 400 mètres de long, 75 mètres de large et 1,5 mètre de profondeur.
- Le lac Veteljärvi est long de 250 mètres, large de 100 mètres et sa profondeur maximale est de 2,3 mètres.

Ces deux lacs se déversent dans le lac Selkäapajanlahti.
- Le lac Lounatjärvi mesure 500 mètres de long et 200 mètres de large et sa profondeur maximale est de 13 mètres.
- Le lac Ruokolahdenjärvi fait 350 mètres de longueur et 200 mètres de largeur, avec une profondeur maximale de 5 mètres. Il se déverse dans la mer à la hauteur du village de Kiiskinkylä.

Depuis 1826, deux bornes de l'Arc géodésique de Struve sont installés sur la colline Mäkipäällys.
Le premier phare de l'île fut construit en 1807, le plus ancien restant en opération date de 1904.

## Galerie

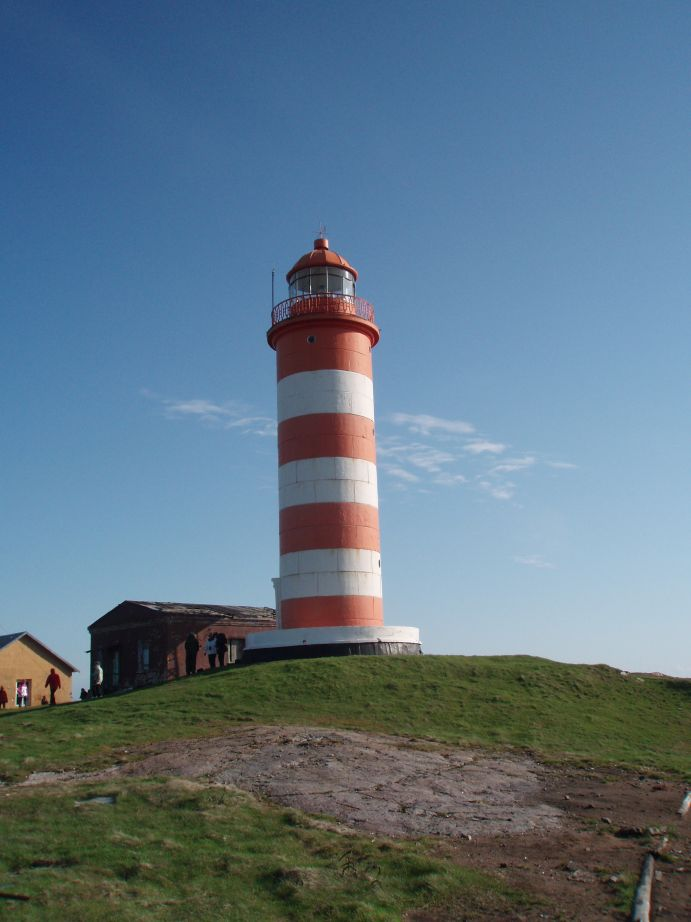
Phare au Nord de l'Ile de Suursaari
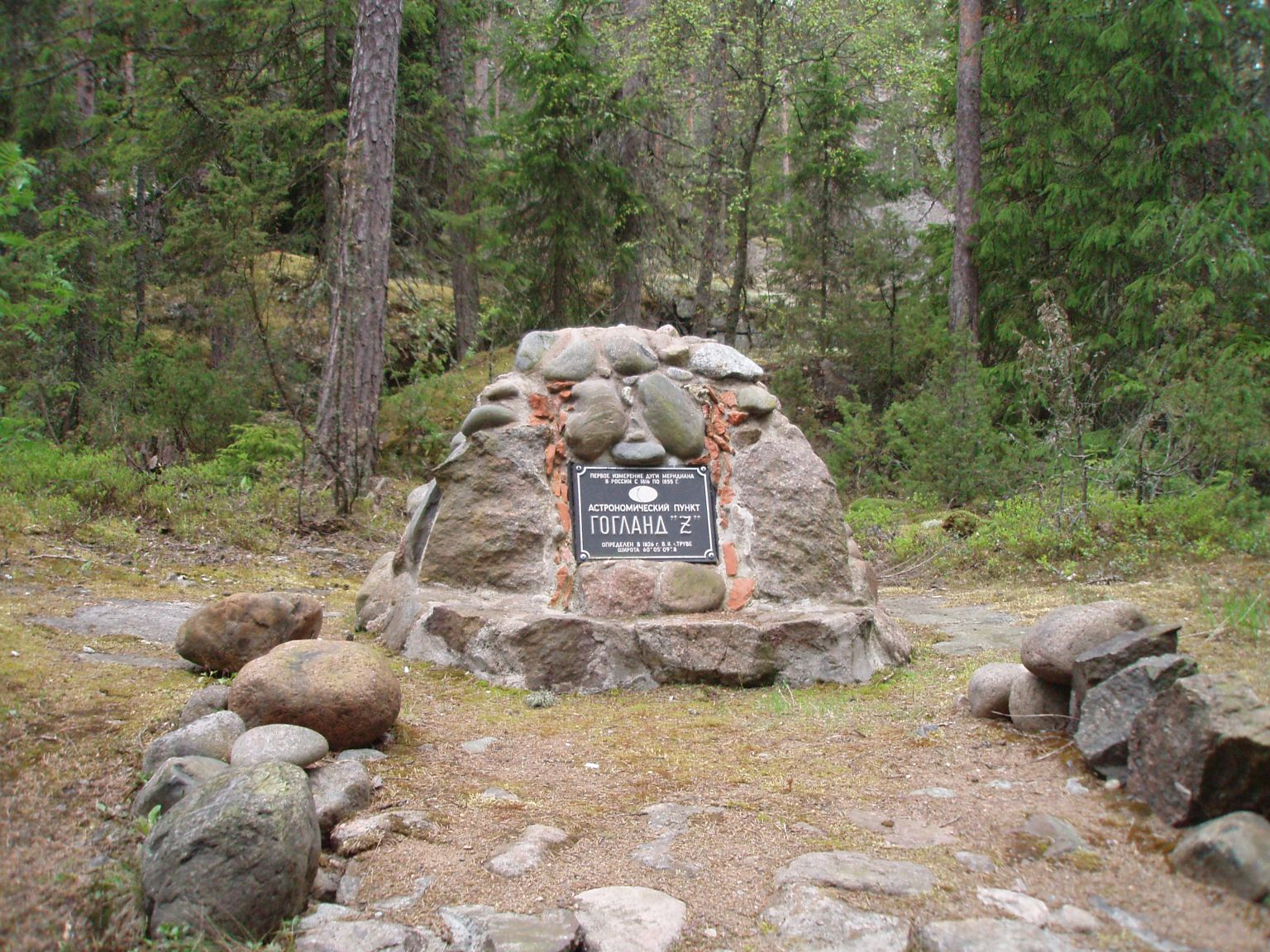
Bornes de l'Arc géodésique de Struve
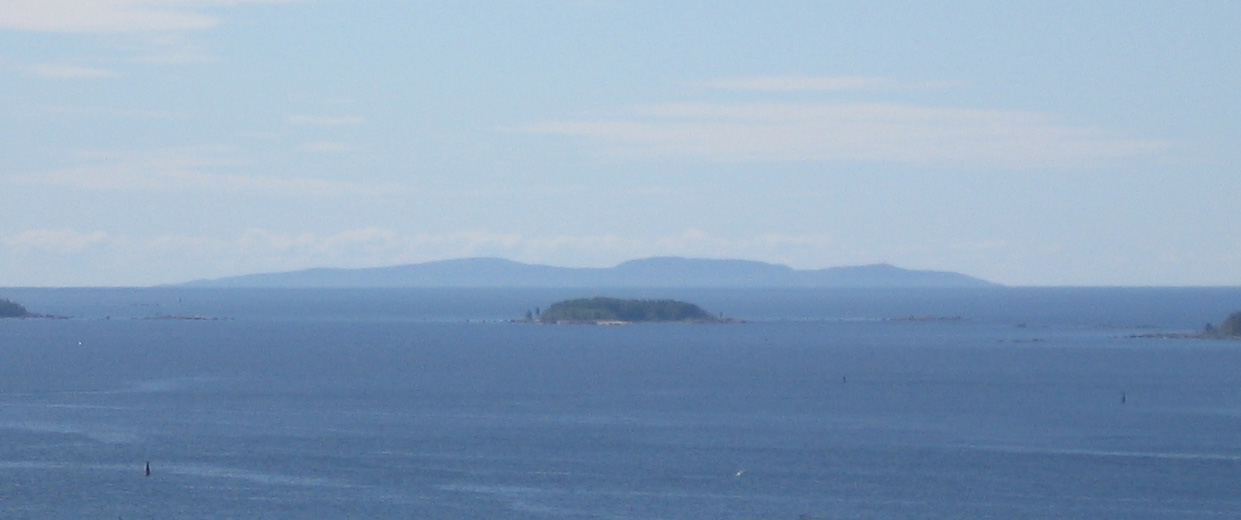
Hogland vue de la tour de Haukkavuori à Kotka.
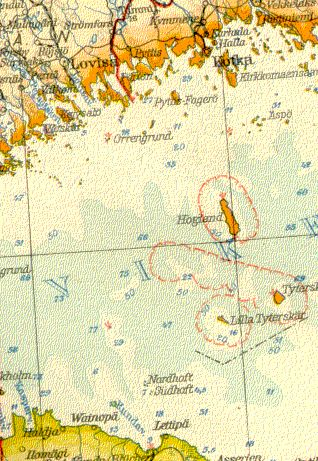
Suursaari dans le golfe de Finlande.
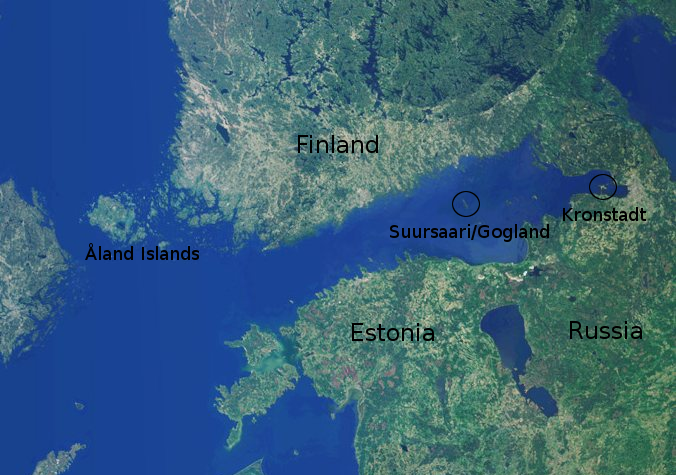
La position stratégique de Suursaari.